# Herstelrecht
Herstelrecht is de tegenhanger van het strafrecht. Het is geen echt recht in die zin dat er wetboeken over geschreven zijn, maar een stroming binnen de rechtsgeleerdheid die vindt dat het recht een andere wending moet krijgen. Het strafrecht is dadergericht, gaat het er om de dader van een misdrijf te straffen. Het slachtoffer speelt slechts een minimale rol, namelijk die van getuige. Bij het herstelrecht staat het slachtoffer centraal en gaat het er juist om de schade die door een misdrijf is aangericht te herstellen, de dader behoort de schade ongedaan te maken bijvoorbeeld door schade financieel te vergoeden. Het straffen van de dader is daaraan onderschikt en dient alleen het doel de slachtoffers genoegdoening te bieden.
Gerelateerde begrippen zijn: civielrecht, slachtoffer, strafrecht en victimologie.
Het Amerikaans begrip restorative justice is breder gedefinieerd en omvat ook begeleiding van daders bij terugkeer in de maatschappij na een uitgediende straf om recidive te voorkomen.  

## Nederland
Vanuit het herstelrecht zijn in de afgelopen 20 jaar flink wat initiatieven genomen. In chronologische volgorde:
- Sinds de jaren 1980 is er een bureau slachtofferhulp die slachtoffers van misdrijven helpt.
- Er is een Schadefonds Geweldsmisdrijven waaruit slachtoffers van geweld een uitkering kunnen krijgen.
- Het is tegenwoordig in Nederland mogelijk zich als slachtoffer in een strafzaak te voegen en een civiele eis tot schadevergoeding in te dienen. Het is dan niet nodig zelf een juridische procedure tegen de dader te beginnen en vaak ook hoeft het slachtoffer geen dure advocaat in te huren.
- In het jaar 2000 werd het Nederlands Tijdschrift voor Herstelrecht in het leven geroepen.
- De stichting Restorative Justice Nederland, het Nederlandse innovatie- en kenniscentrum voor herstelrecht, werd in 2010 opgericht.
- Sinds 2017 zijn politie en justitie verplicht slachtoffers op de hoogte te houden van het onderzoek en van de strafrechtelijke vervolging. Dit laatste gebeurt nog onvoldoende.[bron?]
- De meest recente ontwikkeling is dat slachtoffers ook het recht hebben een slachtofferverklaring af te leggen tijdens de strafzaak in plaats van alleen maar als getuige antwoorden te geven.